# Alessandro Valerio
Alessandro Valerio, né le 18 mai 1881 et mort le 30 mai 1955, est un cavalier italien de saut d'obstacles.

## Carrière
Alessandro Valerio participe aux Jeux olympiques d'été de 1920 à Anvers. Il remporte avec le cheval Cento la médaille d'argent en saut d'obstacles par équipes.